# Abaffy Ferenc
Nagyabafalvi és felsőlehotai Abaffy Ferenc (Felsőlehota, 1732. – Felsőlehota, 1817. március 15.) Árva vármegyei alispán és országgyűlési követ.

## Életrajza
Apja, Abaffy József szintén árvai alispán volt. A Nagyszombati Egyetemen művészetet, jogot és bölcsészetet tanult, majdnem minden európai nyelvben jártasságot szerzett. Pályafutását megyéjében, hivatalnokként kezdte, másod-alispán apjának utóda lett. E tisztséget 1766 és 1772 közt töltötte be. 1772-ben megvált alispáni székétől, s családjával együtt nagy utazást tett, megjárta Párizst, Londont és Szentpétervárt. Megyéje az 1790-91. és az 1792. évi országgyűlésre követnek küldte.
Az országgyűlésen a labdaházi eskü mintájára indítványozta, hogy a küldöttek tegyenek fogadalmat: az országgyűlés jóváhagyása nélkül az udvartól nem fogadnak el kinevezést vagy ajándékot, és nem távoznak el, amíg az országnak alkotmányt nem adnak.
Később a főispán visszahívatta. 1795-ben ő is vádlott volt a Martinovics Ignác-féle összeesküvésben, de felmentették.
Vizsgálati fogsága közel fél évig tartott, az általa írt lázító verseket a hatóság súlyosbító körülményként tudta be. Kazinczy Ferenc brünni útja során még ugyanazon évben találkozott vele, s a következő jellemző sorokat írta róla naplójába:
Október 1-jén Pozsonyban. Alig szállánk ki üveges hintónkból, s a fogadós legénye a Rózsánál tudatá velem, hogy Abaffy Ferencz diaetai követje Árva vármegyének, szomszédomban szállásol. Phantasiáit önté violinjébe, midőn belépék, rohanva veté magát karjaim közé – Tunc hic amice? Cito mihi respondeas, quid hic facis? kérdé azzal a neki saját accentuatióval, és a vastagon mondani szokott s betűket vékonyan ejtegetve. Már öreg ember s elgyengült, kidagadt szemekkel, alacsony növésű, de ínas, koponyája egészen kiaszott. Tömérdek olvasású, tömérdek tapasztalású férfi; szépen írt, de nem szólott szerencsével.

## Munkái
- Pro se Franciscus Abaffy a statibus comitatus Arvensis ad comitia deputatus. Datum Budae die 15. Julii 1790.
- Declaratio statuum catholicorum. qui ad conventum catholicum die 30. novembris 1790. apud archiepiscorum Colocensem celebratum non influxerunt. (Hely és év nélkül névtelenül. Német kiadása 1791-ben jelent meg szintén hely nélkül és névtelenül.)
- Observationes super legis religionariae paragrapho 13. Hely nélkül, 1790. (Névtelenül.)